# Джудіт Вебб
Джудіт Вебб — колишній майор британської армії та прихильниця рівних фізичних стандартів для військовослужбовців чоловічої та жіночої статі. Увійшла до списку 100 жінок Бі-бі-сі за 2013 та 2014 роки. Була першою жінкою, яка командувала повністю чоловічим ескадроном британської армії.
У грудні 2016 року Бі-бі-сі включила її до свого списку п'яти жінок, яких немає у Вікіпедії, але вони повинні там бути (разом з Хатун Каді, Стефані Гарві, Тесс Асплунд та Лаурою Коритон).

## Армійська кар'єра
Вебб служила в 28-му полку зв'язку британської армії, також служила в Німеччині та на Кіпрі. Вона була першою жінкою, яка командувала повністю чоловічим підрозділом. Звільнилася з армії в 1986 році. У 2013 та 2014 роках Вебб виступала проти допуску жінок до бойових піхотних підрозділів британської армії, оскільки стверджувала, що жінки повинні відповідати тому ж рівню фізичної підготовки, що й чоловіки, незважаючи на те, що вони «різні фізіологічно». Вона критично поставилася до змін у стандартах найму, які зменшили рівень вимог як для чоловіків, так і для жінок, заявивши, що це була спроба «виконати вимоги ґендерної рівності». Джудіт Вебб також наводила як доказ двох жінок, які не пройшли кваліфікацію в Корпусі морської піхоти США .

## Особисте життя
Вебб та її родина керували приватною школою для дівчаток Rossholme Girls' School у Східному Бренті, Сомерсет, майже 60 років. Й сама Джудіт керувала школою з 1986 по 2005 роки, після чого закрила її, тому що школа була надто мала для продовження діяльності і не могла розширюватись. Приміщення були переобладнані як житло для відпочинку . Вебб була включена до списку 100 жінок Бі-бі-сі за 2013 та 2014 роки і завдяки цьому познайомилася з кенійкою Джойс Аруга, яка хотіла відкрити школу в нетрях Найробі. Вебб запропонувала їй запас шкільної форми, що залишилася від Россхольмської школи, і продовжила збір коштів для підтримки школи, яка називається Россхольмський освітній центр.